# Landschaftsschutzgebiet Kettelberg und Hof Wahl

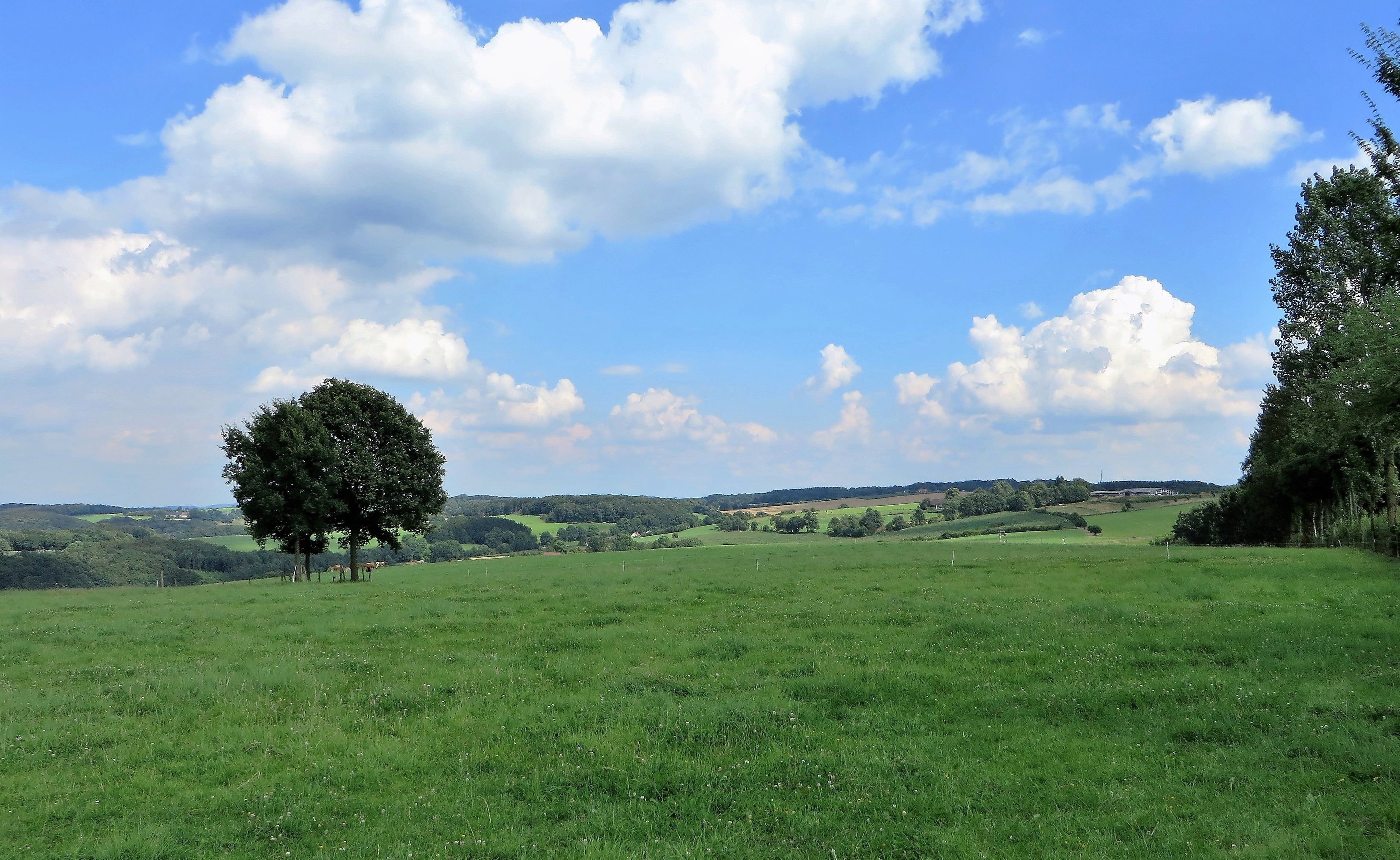
Landschaftsschutzgebiet Kettelberg und Hof Wahl

Das Landschaftsschutzgebiet Kettelberg und Hof Wahl mit einer Flächengröße von 299,47 ha befindet sich auf dem Gebiet der kreisfreien Stadt Hagen in Nordrhein-Westfalen. Das Landschaftsschutzgebiet (LSG) wurde 1994 mit dem Landschaftsplan der Stadt Hagen vom Stadtrat von Hagen ausgewiesen.

## Beschreibung
Im Norden und Nordosten grenzt das Landschaftsschutzgebiet Selbecke ans LSG. Im Westen liegen Waldbereiche der Stadt Ennepetal. Im Süden grenzt das Landschaftsschutzgebiet Hasper Talsperre und im Osten das Landschaftsschutzgebiet Breckerfeld im Stadtgebiet von Breckerfeld an.
Im LSG liegen hauptsächlich Waldbereiche mit Siepen und landwirtschaftlich genutzte Hochflächen. In dem wertvollen Waldgebiet gibt es teilweise Altbestände von Hainsimsen-Buchenwald.

## Schutzzweck
Laut Landschaftsplan erfolgte die Ausweisung „zur Erhaltung und Wiederherstellung der Leistungsfähigkeit des Naturhaushaltes, insbesondere durch Sicherung naturnah entwickelter Lebensräume und wegen der Vielfalt, Eigenart und Schönheit des Landschaftsbildes“.